# 山村王
山村王（やまむらおう、養老6年（722年） - 神護景雲元年11月17日（767年12月16日））は、奈良時代の皇族。用明天皇の皇子・来目皇子の子孫。官位は従三位・参議。

## 経歴
聖武朝の天平18年（746年）无位から従五位下に直叙。天平宝字元年（757年）従五位上。淳仁朝に入ると、天平宝字3年（759年）紀伊守として地方官に転じるが、天平宝字7年（763年）正五位下に昇叙され、天平宝字8年（764年）正月に少納言に任ぜられ京官に復す。
同年9月11日に太師・恵美押勝（藤原仲麻呂）が謀反を起こすとの密告があり、孝謙上皇は山村王を淳仁天皇のいる中宮院に派遣して、皇権の発動に必要な玉璽と駅鈴を回収させた（一説にはこの時に淳仁天皇を幽閉したとも言う）。これを聞いた藤原仲麻呂は、子の訓儒麻呂に山村王を襲わせ玉璽と駅鈴を奪回するよう命じた。山村王は急報を送り、授刀衛少尉・坂上苅田麻呂と将曹・牡鹿嶋足が出動。訓儒麻呂を射殺した。その後、仲麻呂は平城京を脱出。近江国で戦いに敗れて滅びた（藤原仲麻呂の乱）。君命を果たした山村王を孝謙上皇は喜び、この功により一挙に六階昇進して従三位を叙されるとともに参議に任ぜられ公卿に列した。
同年10月9日に孝謙上皇は兵部卿・和気王、左兵衛督・山村王、外衛大将・百済王敬福らを淳仁天皇のいる中宮院に派遣して、数百の兵で取り囲んだ。山村王が天皇廃位の詔を読み上げたのち、淳仁天皇は捕らえられ、淡路国へ配流となった。
天平神護元年（765年）治部卿を兼ね、天平神護2年（766年）功田五十町を賜与される。神護景雲元年（767年）11月17日薨去。享年46。最終官位は参議従三位治部卿兼左兵衛督大和守。

## 官歴
注記のないものは『続日本紀』による。
- 天平18年（746年） 4月22日：従五位下（直叙）
- 天平感宝元年（757年） 5月20日：従五位上
- 天平宝字3年（759年） 5月17日：紀伊守
- 天平宝字7年（763年） 9月27日：正五位下
- 天平宝字8年（764年） 正月21日：少納言。9月20日：従三位、参議[5]。10月9日：左兵衛督[5]
- 天平神護元年（765年） 正月7日：治部卿[5]、勲五等。2月8日：兼大和守
- 天平神護2年（766年） 2月21日：賜功田五十町
- 神護景雲元年（767年） 11月17日：薨去（参議従三位治部卿兼左兵衛督大和守）